# ミッドナイト・ギャンブラー/危険な賭け
『ミッドナイト・ギャンブラー/危険な賭け』（ミッドナイトギャンブラー/きけんなかけ、原題：The Vegas Strip Wars、または、The Las Vegas Strip Wars）は、1984年に放送されたアメリカ合衆国のテレビ映画。
ジョージ・イングランドが監督を務め、ロック・ハドソン（最後のテレビ映画）やシャロン・ストーン、ジェームズ・アール・ジョーンズ、パット・モリタ等が出演した。

## あらすじ
ラスベガスの魅力的なホテルオーナーであるニール・チェイン（ハドソン）は、上級役員たちの策略により経営するホテルカジノから解雇されてしまう。かつての雇い主に彼らが気付かぬうちに復讐することを決意したチェインは、退職金で以前のホテルの隣にある老朽化したカジノを購入し、ストリップ地区で一番の人気スポットに育て上げる。チェインのために、賭博免許を取得させようとする若いカジノホステスのサラ・シップマン（ストーン）や、チェインのホテルでボクシングの試合を依頼された派手なスポーツプロモーターのジャック・マドリード（ジョーンズ）など、さまざまな人たちが協力してくれるようになる。マドリードがシャインの味方になるかならないか...お金次第ではあるが。
終盤、シャインの新しいホテルが開業中に様々な負債を抱え、閉鎖されそうになったとき、様々な合法的でない手段でお金を得るのではなく、真っ当な方法でお金を得るために、彼は元パートナーのホテルで高額なルーレットとクラップスをプレイして負債を解決しようと決心する。

## キャスト
- ニール・チェイン - ロック・ハドソン
- サラ・シップマン - シャロン・ストーン
- グレイ・ライアン - Madison Mason
- スタン・マーカム - ロバート・コスタンゾ
- ジミー・ウェルドシュトローム - デニス・オラハン（英語版）
- マーヴィン・バーマン - ロビン・ガメル（英語版）
- モーガン・スタインマン - トニー・ラッセル（英語版）
- イップ・タク - パット・モリタ
- ジャック・マドリード - ジェームズ・アール・ジョーンズ
- ガーランド - ブライアン・イングランド

## 伏線
この映画が放映された当時、ハドソンがその年の初めにエイズと診断されたことは、彼がその症状を経験しているという明確な身体的証拠があるにもかかわらず、世間は知らなかった。アルカトラズ・ロックの独房でのシャロン・ストーンとのシーンで、ハドソンは「The Ballad of Reading Gaol」のオスカー・ワイルドの台詞を引用する。引用は「囚人が空と呼ぶ、あの小さな青いテント（that little tent of blue which prisoners call the sky）」であり、ロックはオスカー・ワイルドが同性愛者であったために刑務所に入れられたと指摘する。映画は、刑務所の独房でロック・ハドソンとシャロン・ストーンの暗黙の異性間セックスシーンに切り替わる。